# Joel Kitenge
Pour les articles homonymes, voir Kitenge.
Joel Kitenge est un footballeur luxembourgeois, d'origine congolaise, né le 12 novembre 1987 évoluant au poste d'attaquant.

## Biographie
Il a été l'un des plus jeunes joueurs sélectionnés en équipe nationale A en 2005. Avant cela, il a connu toutes les sélections de jeunes avec le Luxembourg, jouant notamment avec Miralem Pjanić ; ils sont d'ailleurs issus tous les deux du même club, le FC Schifflange 95.
Joel Kitenge évolue actuellement au CS Fola Esch, en compagnie notamment de Moustapha Hadji et de Bruno Pompière.

## Palmarès
- Champîonnat du Luxembourg : 2014